# Tsebo Matsoso
Tsebo Matsoso (* 27. Mai 1999) ist ein südafrikanischer Leichtathlet, der sich auf den Sprint spezialisiert hat.

## Sportliche Laufbahn
Erste Erfahrungen bei internationalen Meisterschaften sammelte Tsebo Matsoso im Jahr 2023, als er bei den World University Games in Chengdu in 20,36 s die Goldmedaille im 200-Meter-Lauf gewann und sich mit der südafrikanischen 4-mal-100-Meter-Staffel in 38,83 s die Bronzemedaille hinter den Teams aus der Volksrepublik China und Thailand gewann.

## Persönliche Bestzeiten
- 100 Meter: 10,10 s (+1,9 m/s), 27. Mai 2023 in Sasolburg
- 200 Meter: 20,33 s (+1,9 m/s), 6. Mai 2023 in Bloemfontein